# Brauerei Ganß
Die Brauerei Ganß war eine Brauerei im Ludwigshafener Stadtteil Oggersheim, deren Ursprünge bis ins 18. Jahrhundert zurückreichen und die um 1800 von der Familie Ganß erworben wurde und nach dem Verkauf der alten Braustätte an Heinrich Treiber an neuer Braustätte bis zum Ersten Weltkrieg betrieben wurde.

## Brauereibesitzer und Bürgermeister

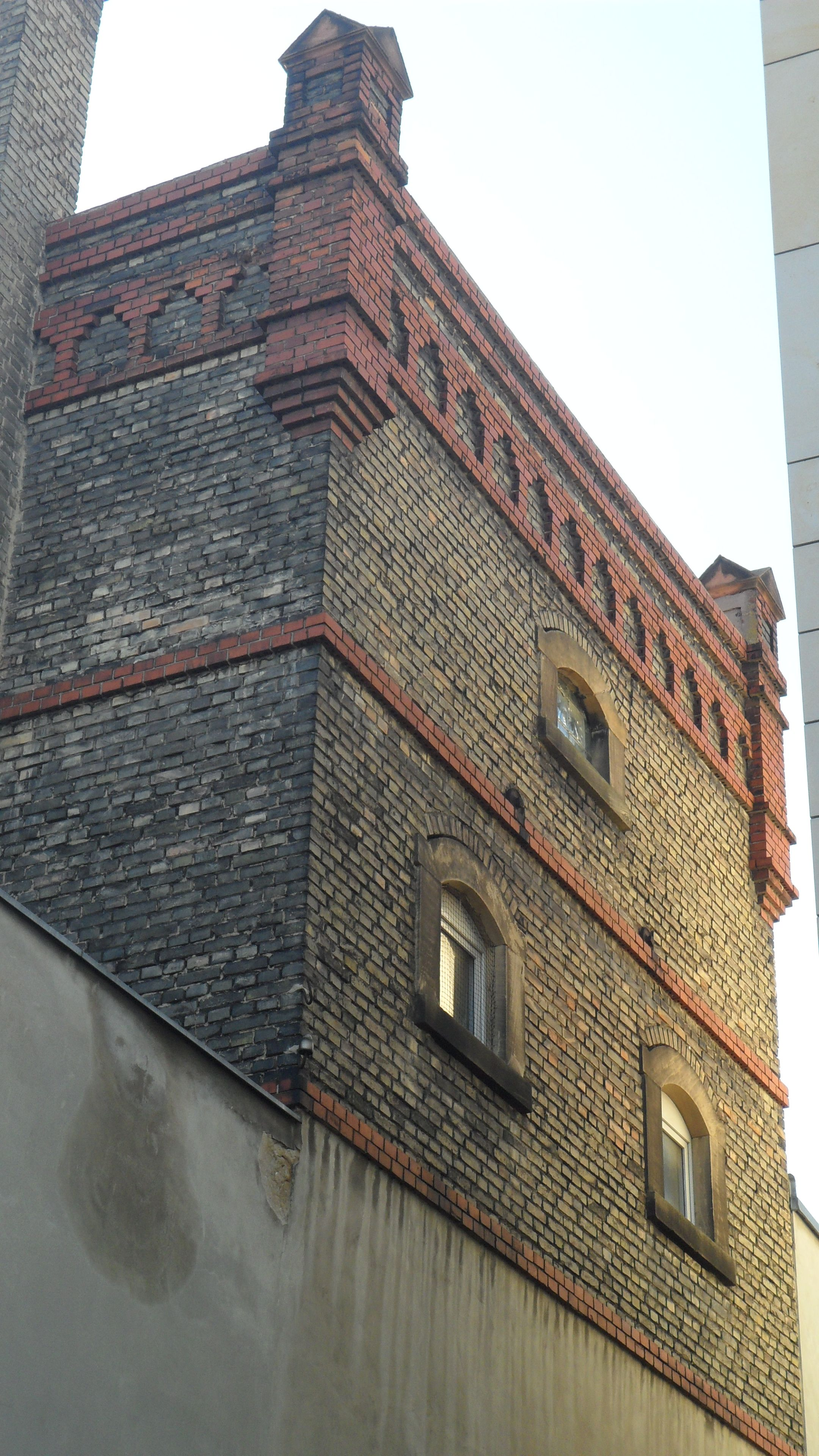
Alte Brauerei und Mälzerei Gans, Treiber Turm

Michel Gans (geboren um 1773) verheiratet mit Clara Luise Gerock aus Frankenthal (um 1772 geboren und 1807 gestorben) war Bierbrauer und Gastwirt und kaufte um 1800 eine schon seit 1760 von Johannes Schalk betriebene Brauerei und das Wirtshaus „Zum Weißen Kreuz“ in der Stadtmitte. Ihr zweiter Sohn Carl Wilhelm Ganß (1802–1875) führte die Brauerei fort. Von 1848 bis 1851 war Carl Wilhelm Gans Bürgermeister von Oggersheim. Dessen Sohn Eduard Ganß (1831–1893) betrieb die Brauerei weiter und war Bürgermeister von 1870 bis 1872. Wiederum dessen Sohn Georg Ganß (1854–1902), Bürgermeister (1895 bis 1902), führte die Brauerei fort, verkaufte 1880 die Brauerei mit Einrichtung am Schillerplatz, den Bierkeller und Garten in der Wormser Straße an Heinrich Philipp Treiber und führte am Schillerplatz lediglich die Mälzerei bis 1894 weiter, bis Heinrich Philipp Treiber auch diese übernahm.

## Neubau und Ende der Brauerei
1897 baute Georg Ganß an der Schillerstraße eine neue Brauerei und die Gaststätte Bayerisches Brauhaus. Sohn Eduard Ganß, Student und Tochter Elisabetha Ganß erben die Firma „Bayerisches Brauhaus Georg Ganß“ und führen sie weiter. Diese Brauerei ging jedoch 1919 ein. Erworben hatte das Gebäude, die Einrichtungen und das Gelände stadtauswärts Richtung Speyer die Brauerei Bürgerbräu Ludwigshafen. Diese gab jedoch die Pläne auf, die Brauerei zur Mälzerei umzubauen, und bot das Gebäude samt Einrichtungen der Gemeinde Oggersheim zum Kauf an, die überlegte, dort ein städtisches Schlachthaus einzurichten oder das Gelände zum Bau eines weiteren Schulhauses zu verwenden.